# العلاقات البلجيكية السورينامية
العلاقات البلجيكية السورينامية هي العلاقات الثنائية التي تجمع بين بلجيكا وسورينام.

## مقارنة بين البلدين
هذه مقارنة عامة ومرجعية للدولتين:
| وجه المقارنة                                              | بلجيكا                                                                              | سورينام                        |
| --------------------------------------------------------- | ----------------------------------------------------------------------------------- | ------------------------------ |
| المساحة (كم2)                                             | 30.53 ألف                                                                           | 163.27 ألف                     |
| عدد السكان (نسمة)                                         | 11.37 مليون                                                                         | 563.40 ألف                     |
| الكثافة السكانية (ن./كم²)                                 | 372.42                                                                              | 3.45                           |
| العاصمة                                                   | بروكسل                                                                              | باراماريبو                     |
| اللغة الرسمية                                             | اللغة الهولندية، لغة فرنسية، اللغة الألمانية                                        | اللغة الهولندية                |
| العملة                                                    | يورو، فرنك بلجيكي                                                                   | دولار سورينامي، غيلدر سورينامي |
| الناتج المحلي الإجمالي (بليون دولار)                      | 492.68 مليار                                                                        | 3.32 مليار                     |
| الناتج المحلي الإجمالي (تعادل القوة الشرائية) بليون دولار | 514.74 مليار                                                                        | 9.07 مليار                     |
| الناتج المحلي الإجمالي الاسمي للفرد دولار أمريكي          | 40.32 ألف                                                                           | 9.48 ألف                       |
| الناتج المحلي الإجمالي للفرد دولار أمريكي                 | 43.44 ألف                                                                           | 16.64 ألف                      |
| مؤشر التنمية البشرية                                      | 0.890                                                                               | 0.714                          |
| رمز المكالمات الدولي                                      | +32                                                                                 | +597                           |
| رمز الإنترنت                                              | .be                                                                                 | .sr                            |
| المنطقة الزمنية                                           | توقيت وسط أوروبا، ت ع م+01:00، ت ع م+02:00، توقيت وسط أوروبا الصيفي، أوروبا/بروكسل ‏ | 00                             |

## مدن متوأمة
في ما يلي قائمة باتفاقيات التوأمة بين مدن بلجيكية وسورينامية:
- ترتبط أنتويرب مع باراماريبو باتفاقية توأمة منذ 1963.

## منظمات دولية مشتركة
يشترك البلدان في عضوية مجموعة من المنظمات الدولية، منها:
| علم المنظمة | اسم المنظمة                        | تاريخ انضمام بلجيكا | تاريخ انضمام سورينام |
| ----------- | ---------------------------------- | ------------------- | -------------------- |
|             | الاتحاد البريدي العالمي            | ?                   | ?                    |
|             | منظمة حظر الأسلحة الكيميائية       | ?                   | ?                    |
|             | منظمة التجارة العالمية             | ?                   | ?                    |
|             | الأمم المتحدة                      | 27 ديسمبر 1945      | 4 ديسمبر 1975        |
|             | وكالة ضمان الاستثمار متعدد الأطراف | 18 سبتمبر 1992      | 2 يوليو 2003         |
|             | منظمة الشرطة الجنائية الدولية      | ?                   | ?                    |
|             | مؤسسة التمويل الدولية              | 27 ديسمبر 1956      | 1 سبتمبر 2011        |
|             | المنظمة الهيدروغرافية الدولية      | ?                   | ?                    |
|             | الاتحاد الدولي للاتصالات           | 1866                | 15 يوليو 1976        |
|             | البنك الدولي للإنشاء والتعمير      | 27 ديسمبر 1945      | 27 يونيو 1978        |
|             | اتحاد اللغة الهولندية              | ?                   | ?                    |
|             | يونسكو                             | 29 نوفمبر 1946      | 16 يوليو 1976        |

## وصلات خارجية
- موقع وزارة الخارجية البلجيكية
- موقع وزارة الخارجية السورينامية